# Finlande aux Jeux olympiques d'hiver de 1924
La Finlande participe aux Jeux olympiques d'hiver de 1924 à Chamonix en France du 24 janvier au 5 février 1924.
L'équipe de Finlande olympique remporte onze médailles, lors de ces premiers Jeux olympiques d'hiver de 1924 à Chamonix, se situant à la deuxième place des nations au tableau des médailles.

## Liste des médaillés finnois

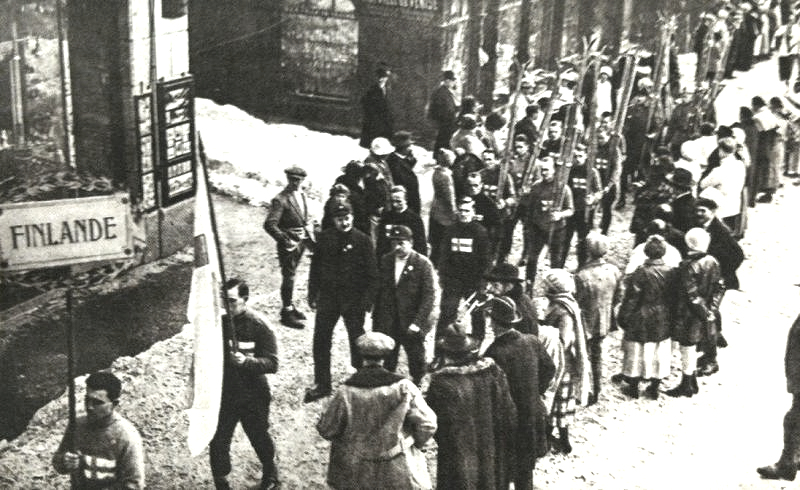
la Finlande lors de la cérémonie d'ouverture

| Sport                   | Discipline     | Athlète(s)                                                       | Performance     | Date |
| Médailles d'or : 4      |                |                                                                  |                 |      |
| Patinage de vitesse     | 1 500 m        | Clas Thunberg                                                    | 2 min 20 s 8    |      |
| Patinage de vitesse     | 5 000 m        | Clas Thunberg                                                    | 8 min 39 s 0    |      |
| Patinage de vitesse     | Combiné Hommes | Clas Thunberg                                                    |                 |      |
| Patinage de vitesse     | 10 000 m       | Julius Skutnabb                                                  | 18 min 4 s 8    |      |
| Médailles d'argent : 4  |                |                                                                  |                 |      |
| Patinage artistique     | Couples        | Ludowika Jakobsson Walter Jakobsson                              |                 |      |
| Patrouille militaire    | Par équipes    | Väinö Bremer August Eskelinen Heikki Hirvonen Martti Lappalainen | 4 h 0 min 10 s  |      |
| Patinage de vitesse     | 5 000 m        | Julius Skutnabb                                                  | 8 min 48 s 4    |      |
| Patinage de vitesse     | 10 000 m       | Clas Thunberg                                                    | 18 min 7 s 8    |      |
| Médailles de bronze : 3 |                |                                                                  |                 |      |
| Ski de fond             | 18 km Hommes   | Tapani Niku                                                      | 1 h 16 min 26 s |      |
| Patinage de vitesse     | Combiné Hommes | Julius Skutnabb                                                  |                 |      |
| Patinage de vitesse     | 500 m          | Clas Thunberg                                                    | 44 s 8          |      |

## Résultats

### Combiné nordique
| Athlètes          | Ski de fond (18 km) | Ski de fond (18 km) | Ski de fond (18 km) | Saut à ski | Saut à ski | Saut à ski | Saut à ski | Total  | Total |
| Athlètes          | Temps               | Note                | Rang                | Saut 1     | Saut 2     | Note       | Rang       | Note   | Rang  |
| ----------------- | ------------------- | ------------------- | ------------------- | ---------- | ---------- | ---------- | ---------- | ------ | ----- |
| Verner Eklöf      | 1 h 34 min 11 s     | 10,250              | 11e                 | 37 m       | 37 m       | 14,916     | 11e        | 12,583 | 9e    |
| Sulo Jääskeläinen | 1 h 42 min 30 s     | 6,125               | 19e                 | 41,50 m    | 41 m       | 16,604     | 6e         | 11,365 | 16e   |

### Patinage artistique

#### Couples
| Athlètes                            | Nature des figures | Juge 1 | Juge 1 | Juge 2 | Juge 2 | Juge 3 | Juge 3 | Juge 4 | Juge 4 | Juge 5 | Juge 5 | Juge 6 | Juge 6 | Juge 7 | Juge 7 | Total   | Total | Total  |
| Athlètes                            | Nature des figures | Notes  | Place  | Notes  | Place  | Notes  | Place  | Notes  | Place  | Notes  | Place  | Notes  | Place  | Notes  | Place  | Moyenne | Somme | Rang   |
| ----------------------------------- | ------------------ | ------ | ------ | ------ | ------ | ------ | ------ | ------ | ------ | ------ | ------ | ------ | ------ | ------ | ------ | ------- | ----- | ------ |
| Ludowika Jakobsson Walter Jakobsson | Composition        | 4,75   | 4e     | 4,25   | 3e     | 5,25   | 2e     | 5,25   | 2e     | 5,25   | 3e     | 5      | 3e     | 5,75   | 1re    | 10,25   | 18    | Argent |
| Ludowika Jakobsson Walter Jakobsson | Exécution          | 5      | 4e     | 5,25   | 3e     | 5,25   | 2e     | 5,25   | 2e     | 5,50   | 3e     | 4,50   | 3e     | 5,75   | 1re    | 10,25   | 18    | Argent |
| Ludowika Jakobsson Walter Jakobsson | Total              | 9,75   | 4e     | 9,50   | 3e     | 10,50  | 2e     | 10,50  | 2e     | 10,50  | 3e     | 9,50   | 3e     | 11,50  | 1re    | 10,25   | 18    | Argent |

### Patinage de vitesse

#### 500m
| Épreuve | Athlète         | Course | Course |
| Épreuve | Athlète         | Temps  | Rang   |
| ------- | --------------- | ------ | ------ |
| 500 m   | Clas Thunberg   | 44 s 8 | Bronze |
| 500 m   | Asser Wallenius | 45 s 0 | 5e     |
| 500 m   | Julius Skutnabb | 46 s 4 | 10e    |

#### 1 500m
| Épreuve | Athlète         | Course       | Course |
| Épreuve | Athlète         | Temps        | Rang   |
| ------- | --------------- | ------------ | ------ |
| 1500 m  | Clas Thunberg   | 2 min 20 s 8 | Or     |
| 1500 m  | Julius Skutnabb | 2 min 26 s 6 | 4e     |
| 1500 m  | Asser Wallenius | DNF          | DNF    |

#### 5 000m
| Épreuve | Athlète         | Course       | Course |
| Épreuve | Athlète         | Temps        | Rang   |
| ------- | --------------- | ------------ | ------ |
| 5000 m  | Clas Thunberg   | 8 min 39 s 0 | Or     |
| 5000 m  | Julius Skutnabb | 8 min 48 s 4 | Argent |
| 5000 m  | Asser Wallenius | 9 min 12 s 8 | 10e    |

#### 10 000m
| Épreuve  | Athlète         | Course       | Course |
| Épreuve  | Athlète         | Temps        | Rang   |
| -------- | --------------- | ------------ | ------ |
| 10,000 m | Julius Skutnabb | 18 min 4 s 8 | Or     |
| 10,000 m | Clas Thunberg   | 18 min 7 s 8 | Argent |
| 10,000 m | Asser Wallenius | 19 min 3 s 8 | 10e    |

#### Combiné
Distances: 500 m; 1 000 m; 5 000 m & 10,000 m.
| Athlète         | Après distance 1 | Après distance 1 | Après distance 1 | Après distance 2 | Après distance 2 | Après distance 2 | Après distance 3 | Après distance 3 | Après distance 3 | Total  | Total  | Total  |
| Athlète         | Points           | Score            | rang             | Points           | Score            | rang             | Points           | Score            | rang             | Points | Score  | rang   |
| --------------- | ---------------- | ---------------- | ---------------- | ---------------- | ---------------- | ---------------- | ---------------- | ---------------- | ---------------- | ------ | ------ | ------ |
| Clas Thunberg   | 1                | 44.80            | 1                | 2.5              | 96.70            | 1                | 3.5              | 143.63           | 1                | 5.5    | 198.02 | Or     |
| Julius Skutnabb | 6                | 46.40            | 6                | 7                | 99.24            | 3                | 11               | 148.11           | 3                | 11     | 202.35 | Bronze |
| Asser Wallenius | 15               | 54.80            | 15               | 25               | 118.78           | 13               | 35               | 177.11           | 12               | DNF    | DNF    | DNF    |

### Patrouille militaire
| Athlètes                                                                | Course (Temps réel) | Tir    | Tir          | Résultat final  | Résultat final |
| Athlètes                                                                | Course (Temps réel) | Réussi | Bonification | Temps définitif | Rang           |
| ----------------------------------------------------------------------- | ------------------- | ------ | ------------ | --------------- | -------------- |
| August Eskelinen Heikki Hirvonen Martti Lappalainen Väinö Bremer (Cap.) | 4 h 5 min 40 s      | 11     | 5 min 30 s   | 4 h 0 min 10 s  | Argent         |

### Saut à ski
| Athlètes          | Saut 1   | Saut 1 | Saut 1 | Saut 1 | Saut 2   | Saut 2 | Saut 2 | Saut 2 | Résultat final | Résultat final |
| Athlètes          | Longueur | Juge 1 | Juge 2 | Juge 3 | Longueur | Juge 1 | Juge 2 | Juge 3 | Note moyenne   | Rang           |
| ----------------- | -------- | ------ | ------ | ------ | -------- | ------ | ------ | ------ | -------------- | -------------- |
| Sulo Jääskeläinen | 42,50 m  | 16,625 | 16,625 | 16,38  | 42,50 m  | 16,375 | 16,375 | 16,13  | 16,41          | 11e            |
| Tuure Nieminen    | 42,50 m  | 16,125 | 16,625 | 16,825 | 41 m     | 16,25  | 16,50  | 16,23  | 16,22          | 13e            |

### Ski de fond

#### 18km
| Athlètes     | Temps           | Rang   |
| ------------ | --------------- | ------ |
| Tapani Niku  | 1 h 16 min 26 s | Bronze |
| Matti Raivio | 1 h 19 min 10 s | 7e     |
| Matti Ritola | 1 h 25 min 13 s | 11e    |
| Anton Collin | 1 h 33 min 54 s | 16e    |

#### 50km
| Athlètes         | Temps          | Rang    |
| ---------------- | -------------- | ------- |
| Anton Collin     | Abandon        | Abandon |
| Erkki Kämäräinen | Abandon        | Abandon |
| Tapani Niku      | Abandon        | Abandon |
| Matti Raivio     | 4 h 6 min 50 s | 7e      |